# Новомурапталово
Новомурапталово (баш. Яңы Мораптал) — село в Куюргазинском районе Республики Башкортостан Российской Федерации. Административный центр Мурапталовского сельсовета. Согласно переписи 2020 года население составляло 1090 человек.

## География

### Географическое положение
Расстояние до:
- районного центра (Ермолаево): 34 км,
- ближайшей ж/д станции (Мурапталово): 3 км.

## История
Заселена представителями Сугунской тюбы Кипчакской волости. Жители — припущенники Бурзянской волости. В конце XVIII в. она состояла из 11 дворов, где проживало 42 мужчины и 33 женщины.
В 1816 г. были причислены 4 казаха: Юсуп Майданов, Кузанбай Баймурзин, Дюзай Куралин, Баранбай Лаписов. Между 1834 и 1850 гг. из неё выделилась часть жителей, образовав деревню Ново-Мурапталово. X ревизия показала в первой из них 49 дворов с 294 жителями, во второй — 82 двора и 458 жителей. Между ревизиями 1816 и 1834 гг. в деревню были припущены татары, которые с коренными жителями перебрались в новую деревню. Сюда же прибыла часть жителей д. Аустяново, Аллабердино, Айчуваково.
В 1920 г. в Старо-Мурапталово было 78 дворов и 341 человек, в Ново-Мурапталово — 267 дворов, 1285 жителей. Мурапталовы жили и в соседних деревнях. В период кантонов деревня входила в юрту № 29. С 60-х годов XIX столетия обе деревни составляли Мурапталовское сельское общество.
В 1919—1935 гг. они были в составе Мурапталовской волости с центром в Новомурапталове.
В 2006 году объединёно с посёлком Чапаевским с сохранением статуса села и наименования Новомурапталово (Закон Республики Башкортостан от 21.06.2006 г. № 329-З «О внесении изменений в административно-территориальное устройство Республики Башкортостан в связи с образованием, объединением, упразднением и изменением статуса населенных пунктов, переносом административных центров», ст. 5).

## Население
| 2002 | 2009  | 2010  |
| ---- | ----- | ----- |
| 1240 | ↗1406 | ↘1289 |

Национальный состав
Согласно переписи 2002 года, преобладающие национальности — татары (54 %), башкиры (44 %).

## Религия
В селе есть мечеть.